# Billie Joe Armstrong
Billie Joe Armstrong (født 17. februar 1972) er en amerikansk singer-songwriter og guitarist, bedst kendt som forsanger i gruppen Green Day.

## Tidlige liv og karriere
Han voksede op i Rodeo, Californien, sammen med sin mor, far og fem ældre søskende. Hans ældste bror, Alen, er 22 år ældre end ham. I skolen blev Billie kaldt 2-dollar-Bill fordi han solgte joints for 2 dollars stykket. Billies far, Andy Armstrong, der var lastbilchauffør og spillede jazz i sin fritid, døde i 1982 af lungekræft. Et par måneder før faderens død, mødte Billie Mike Dirnt. Moren, Ollie Armstrong, giftede sig igen. Udover det begyndte hun også at arbejde som servitrice.[kilde mangler]
Sangen "Wake Me Up When September Ends" fra albummet American Idiot handler om Billies far Andy Armstrong, som døde i september. Da faderen skulle begraves kunne Billie ikke klare smerten og løb hjem til sit hus. Hans mor kom ind til ham på hans værelse for at trøste ham og bede ham om at komme komme ud igen, men Billie sagde "Wake me up when September ends" og det er det sangen handler om.[kilde mangler]

## Privatliv
I 1994 blev Billie gift med Adrienne Nesser, der tog hans efternavn. Sammen har de sønnerne Joseph Marciano (født 28. februar 1995) og Jacob Danger (født 5. maj, 1998). I 1995 fastslog Billie til bladet The Advocate at han er biseksuel. Således kysser han også mænd ved sine koncerter. I et senere interview i april 2010 til Out fortalte han, at der var mange, der ikke havde accepteret hans udtalelse fra 1995 og var "homofobiske" (bifobiske?) og sagde at dét faktum, at det var et problem er en slags fobi i sig selv. Han fortalte endvidere, at han nu ikke klassificere sig som noget, i respekt for sin kone.